# Министерство экономики и промышленности Израиля
Министерство экономики и промышленности (ивр. משרד הכלכלה והתעשייה‎) — одно из министерств правительства Израиля, созданное в 1949 году под названием «Министерство торговли и промышленности». До апреля 2013 года именовалось Министерством промышленности, торговли и занятости (ивр. משרד התעשייה, המסחר והתעסוקה‎), после чего было переименовано в Министерство экономики (ивр. משרד הכלכלה ‎), а в 2015 году получило нынешнее название.

## Цели работы министерства
Целью работы Министерства экономики является содействие промышленности, внешней торговле, внутренней торговле, развитие человеческого ресурса страны и увеличение занятости населения.

## Список министров экономики (промышленности, торговли и занятости)
Список составлен на основании официальных данных правительства Израиля:
| Номер | Имя                  | Должность                                    | Партия                 | Сроки                   |
| ----- | -------------------- | -------------------------------------------- | ---------------------- | ----------------------- |
| 1     | Перец Бернштейн      | Министр торговли и промышленности            | Партия общих сионистов | 14/05/1948 — 10/03/1949 |
| 2     | Элиэзер Каплан       | Министр торговли и промышленности            | Мапай                  | 10/03/1949 — 01/11/1950 |
| 3     | Яаков Гэри           | Министр торговли и промышленности            |                        | 01/11/1950 — 10/08/1951 |
| 4     | Дов Йосеф            | Министр торговли и промышленности            | Мапай                  | 08/10/1951 — 24/12/1952 |
| 5     | Перец Бернштейн      | Министр торговли и промышленности            | Партия общих сионистов | 24/12/1952 — 29/06/1955 |
| 6     | Перец Нафтали        | Министр торговли и промышленности            | Мапай                  | 29/06/1955 — 03/11/1955 |
| 7     | Пинхас Сапир         | Министр торговли и промышленности            | Мапай                  | 03/11/1955 — 05/25/1965 |
| 8     | Хаим Йосеф Цадок     | Министр торговли и промышленности            | Мапай                  | 25/05/1965 — 22/11/1966 |
| 9     | Зэев Шерф            | Министр торговли и промышленности            | Мапай                  | 22/11/1966 — 12/15/1969 |
| 10    | Йосеф Сапир          | Министр торговли и промышленности            | Гахаль                 | 15/12/1969 — 08/06/1970 |
| 11    | Пинхас Сапир         | Министр торговли и промышленности            | Мапай                  | 01/09/1970 — 05/03/1972 |
| 12    | Хаим Бар-Лев         | Министр торговли и промышленности            | Маарах                 | 05/03/1972 — 20/06/1977 |
| 13    | Игаль Горовиц        | Министр промышленности, торговли и туризма   | Ликуд                  | 20/06/1977 — 01/10/1978 |
| 14    | Гидеон Пат           | Министр промышленности, торговли и туризма   | Ликуд                  | 15/01/1979 — 13/09/1984 |
| 15    | Ариэль Шарон         | Министр торговли и промышленности            | Ликуд                  | 13/09/1984 — 20/02/1990 |
| 16    | Моше Нисим           | Министр торговли и промышленности            | Ликуд                  | 07.03.1990 — 07.13.1992 |
| 17    | Михаэль Хариш        | Министр торговли и промышленности            | Авода                  | 13/07/1992 — 18/06/1996 |
| 18    | Натан Щаранский      | Министр торговли и промышленности            | Исраэль ба-Алия        | 18/06/1996 — 06/07/1999 |
| 19    | Ран Коэн             | Министр торговли и промышленности            | Мерец                  | 06/07/1999 — 24/06/2000 |
| 20    | Эхуд Барак           | Министр торговли и промышленности            | Единый Израиль         | 24/09/2000 — 07/03/2001 |
| 21    | Далия Ицик           | Министр торговли и промышленности            | Авода                  | 07/03/2001 — 11/02/2002 |
| 22    | Ариэль Шарон         | Министр торговли и промышленности            | Ликуд                  | 02/11/2002 — 28/02/2003 |
| 23    | Эхуд Ольмерт         | Министр торговли и промышленности            | Ликуд                  | 28/02/2003 — 04/05/2006 |
| 24    | Эли Ишай             | Министр торговли и промышленности            | ШАС                    | 04/05/2006 — 03/31/2009 |
| 25    | Биньямин Бен-Элиэзер | Министр промышленности, торговли и занятости | Авода                  | 31/03/2009 — 19/01/2011 |
| 26    | Шалом Симхон         | Министр промышленности, торговли и занятости | Ацмаут                 | 19/01/2011 — 18/03/2013 |
| 27    | Нафтали Беннет       | Министр экономики                            | Еврейский дом          | 18/03/2013 — 14/05/2015 |
| 27    | Арье Дери            | Министр экономики                            | ШАС                    | 14/05/2015 — 03/11/2015 |
| 28    | Биньямин Нетаньяху   | Министр экономики и промышленности           | Ликуд                  | 03/11/2015 — 01/08/2016 |
| 29    | Моше Кахлон          | Министр экономики и промышленности           | Кулану                 | 01/08/2016 — 22/01/2017 |
| 30    | Эли Коэн             | Министр экономики и промышленности           | Ликуд                  | 22/01/2017 — 17/05/2020 |
| 31    | Амир Перец           | Министр экономики и промышленности           | Авода/Кахоль-лаван     | 17/05/2020 — 13/06/2021 |
| 32    | Орна Барбивай        | Министр экономики и промышленности           | Еш Атид                | с 13/06/2021            |